# 榮華樓
榮華樓，是廣東省廣州市的一間老牌茶樓，是广州千禧年後留存的四家餐飲百年老字号之一（另三莲香楼、陶陶居、云香楼）。

## 歷史
茶樓創業於清光緒二年（1876）原是一间砖木楼房，门前挂有一对联，写着：雀舌未经三月雨；龙牙先占一枝春。一開始是做餅起家。民國25（1936) 年改建，門面古色古香，廳堂設置高雅，除供應傳統包點外，還有星期美點、中秋月餅等餅餌生產。後來榮華樓有在香港開設分店。抗日戰爭後期家族遷移海外，香港分店和廣州老舖就交由其它股東或店內職員繼續經營。
1956年2月廣州老舖被公私合营。文化大革命期間，曾改名向陽茶樓。
1978年，茶樓恢復傳統月餅生產，加推榮華富貴月。1985年創新麻香酥日銷量達1萬多件。1990年代增營生猛海鮮和榮華寶崗雞。
2002年，榮華樓轉售給荔灣名食家有限公司經營。兩年後，被杜志群買下酒樓及其牌照繼續經營，分成酒樓、餅屋、西關小食3個鋪面。
2007年，云峰粤剧团开始驻场表演。
2013年8月12日因經營糾紛暫時停業，榮華樓招牌由市國有資產管理委員會繼續持有。
2014年1月重开，荣华楼经过并购成为点心皇子集团旗下分店，不過未恢復粵劇茶座。
2015年8月20日，茶楼三樓開放八和粤韵粤剧曲艺粤乐演艺厅，恢復粤剧曲艺粤乐表演。
2017年8月20日，榮華樓餅家（不從屬榮華樓）在龍津西路139号之一開業，負責人李少華相信為榮華樓餅家創始家族相關人，其希望讓市民可以認識回真正的榮華樓，想讓市民知道最原始最古老的榮華樓出品的驚豔。

## 出品
有好姐鱼头煲、荣华金牌叉烧酥、荣华富贵鸡等多款在历届广州美食节中获奖的点心、菜式。

## 粵劇茶座
号称为广州唯一带妆折子戏茶楼，除周边街坊，亦有不少外地游客、旅行团来帮衬（ 廣府話光顧的意思 ），包括有外国游客慕名而来。长期驻扎茶楼的云峰粤剧团，在2009年由团长峰哥与演员海莹共同演绎的花旦殉情传奇故事，更令荣华楼一时风光无限。茶楼的粤剧茶座每日上座率都在八成以上，遇到节假日甚至爆满需要在过道加座。